# Łukasz Wilamowski
Łukasz Wilamowski (ur. 20 marca 1989) – polski lekkoatleta specjalizujący się w biegach sprinterskich. 
Medalista mistrzostw Polski seniorów ma w dorobku srebrny medal  Szczecin 2014 – sztafeta 4 x 100 m oraz dwa brązowe (Bydgoszcz 2011 – sztafeta 4 x 400 m i Bielsko-Biała 2012 – sztafeta 4 x 400 m). 
W 2010 stawał na podium mistrzostw kraju młodzieżowców. Reprezentant Polski w meczach międzypaństwowych młodzieżowców oraz uczestnik klubowego pucharu Europy juniorów.